# Barro Alto (Goiás)
Barro Alto, amtlich portugiesisch Município de Barro Alto, ist eine Kleinstadt im Landesinneren des brasilianischen Bundesstaates Goiás.
Die Gemeinde hat nach der Volkszählung 2010 8716 Einwohner, die Barro-Altenser (portugiesisch barro-altense) genannt werden. Die Einwohnerzahl wurde nach der Schätzung des IBGE vom 1. Juli 2018 auf 10.922 Ew. anwachsend geschätzt. Die Entfernung zur Hauptstadt Goiânia beträgt 220 km.

## Geschichte
In den 1940er Jahren siedelten sich auf dem heutigen Gemeindegebiet die ersten Bewohner an, verstärkt ab 1949 um die Fazenda Barro Alto, nach der die Stadt benannt wurde. 1951 wurde eine Verbindungsstraße nach Goiânia gebaut und 1956 die Kirche Capela de Nossa Senhora d’Abadia errichtet. Mit Gesetz vom 22. Oktober 1958 wurde der Distrito de Barro Alto als Untergliederung der Gemeinde Pirenópolis gegründet, erhielt jedoch bereits durch das Gesetz Nr. 2139 vom 14. November 1958 die Eigenständigkeit als Munizipalstadt und wurde aus Pirenópolis ausgegliedert.

## Bevölkerungsentwicklung
Quelle IBGE (Angabe für 2018 ist lediglich eine Schätzung)

## Stadtverwaltung
Liste der Stadtpräfekten
- 1958–1960 Manoel Lopes Jácome (ernannt)
- 1961–1963 José Garibalde Nunes Costa (gewählt)
- 1964–1965 Jerônimo Rabelo da Silva
- 1966–1969 João José Ferreira
- 1970–1972 Vilmar Rabelo da Silva
- 1973–1976 Araújo Dias da Silva
- 1977–1982 Antonio Marcelino Campos (erste Amtszeit)
- 1983–1988 Jonas da Mota Bastos (erste Amtszeit)
- 1989–1992 Antonio Marcelino Campos (zweite Amtszeit)
- 1993–1996 Jonas da Mota Bastos (zweite Amtszeit)
- 1997–2000 Grimalde Pires da Silveira (erste Amtszeit)
- 2001–2004 Grimalde Pires da Silveira (zweite Amtszeit)
- 2005–2008 Antonio Luciano Batista de Lucena (erste Amtszeit)
- 2009–2012 Antonio Luciano Batista de Lucena (zweite Amtszeit)
- 2013–2016 Geraldo Martins Ferreira
- 2017–2020 Antonio Luciano Batista de Lucena (dritte Amtszeit)[5]